# Magne H. Draagen
Magne Harry Draagen (* 19. November 1974) ist ein norwegischer Organist.

## Leben
Magne Harry Draagen begann seine Ausbildung an der Orgel bei Edvin Eriksen und Leidulf Grimsmo. Er studierte dann an der Norwegischen Musikhochschule in Oslo bei Terje Winge und Kåre Nordstoga. Er legte seinen Bachelor in Kirchenmusik ab und ergänzte seine Ausbildung mit einem Solistendiplom. Nach verschiedenen Anstellungen war er 2002 bis 2012 Organist des Osloer Doms und Leiter des Knabenchores. 2010 bis 2011 war er Chorleiter des Doms zu Stavanger und seit 2012 Kantor am Nidarosdom in Trondheim. Im Mai 2021 wurde er als Nachfolger von Manuel Gera zum Organisten der Michaeliskirche in Hamburg gewählt.
An der Steinmeyer-Orgel des Nidarosdoms spielte Draagen eine CD ein und an der van den Heuvel-Orgel der Katharinenkirche (Stockholm) entstand eine Aufnahme mit Werken von Camille Saint-Saëns. Draagen ist an weiteren CD-Aufnahmen beteiligt. Zudem komponierte er Kirchenmusik.